# 1981 год в телевидении
Список 1981 год в телевидении описывает события в мире телевидения, произошедшие в 1981 году.

## События

### Точные даты
- 12 января — на телеканале ABC начался показ телесериала «Династия».
- 20 января — британский телеканал BBC2 показал в прямом эфире инаугурацию 40-го Президента США Рональда Рейгана[1].
- 21 февраля — в полном составе уволена съёмочная группа шоу Saturday Night Live после того, как ведущий Чарльз Рокет нецензурно выругался в прямом эфире[2].
- 23 февраля — советское телевидение передало прямой репортаж открытия XXVI съезда КПСС и фрагмент выступления Леонида Ильича Брежнева, которое оказалось последним прижизненным телевизионным выступлением Брежнева в прямом эфире.
- 1 июня — вышел последний выпуск «Маппет-шоу» на телевидении США.
- 29 июля — телерадиокомпания Би-би-си показала в прямом эфире свадьбу принца Чарльза и леди Дианы Спенсер, состоявшуюся в лондонском Соборе Святого Павла. Свадьбу смотрели в прямом эфире более 30 миллионов британцев[3][4].
- 1 августа — запущен телеканал MTV.
- 19 августа — запущена бразильская телесеть Sistema Brasileiro de Televisão.
- 8 сентября — телеканал BBC1 начинает показ ситкома «Дуракам везёт».

### Без точных дат
- На экраны ЦТ СССР вышел приключенческий фильм «Приключения Тома Сойера и Гекльберри Финна».

## Родились
- 11 января — Ширяева, Людмила Валентиновна, телеведущая российского Пятого канала.
- 17 февраля — Хилтон, Пэрис, американская актриса и ведущая реалити-шоу «Simple Life» (с англ. — «Простая жизнь»).
- 26 февраля — Аванди, Мярт, эстонский актёр, ведущий шоу «Eesti otsib superstaari».
- 31 января — Тимберлейк, Джастин, американский певец и актёр, несколько раз вёл шоу Saturday Night Live.
- 7 мая — Горенко, Алёна Владимировна, телеведущая российских каналов «Россия», «Звезда», «ТВ Центр» (программа «События»).
- 14 мая — Мереминский, Станислав Григорьевич, ТВ-знаток (Что? Где? Когда?, Своя игра), сотрудник Института всеобщей истории Российской академии наук.
- 3 сентября — Коттон, Фёрн, британская актриса, первая ведущая музыкального шоу «The X Factor».
- 28 ноября — Гринчевская, Екатерина Михайловна, телеведущая канала Россия-24.